# Музей Лондона
Музей Ло́ндона (англ. Museum of London) — музей в Лондоне, посвящённый его истории.
Музей был открыт в 1976 году по инициативе Лондонской городской корпорации. Он разместился в Барбикане, рядом с Барбикан-центром и развалинами Лондонской стены, недалеко от собора Святого Павла. Часть экспонатов была перевезена из Гилдхолла и Кенсингтонского дворца.
В настоящее время музей обладает значительной коллекцией предметов, относящихся к истории Лондона от античности до XX века. Главной его достопримечательностью считается карета лорд-мэра Лондона. У музея есть филиал в Доклендс, посвящённый истории лондонского порта. Вход в учреждение свободный.
В 2016 году руководство музея сообщило о планах переноса музея в другое место с целью расширения площадей для экспозиции. В январе 2017-го музей получил 180 миллионов фунтов на проект по переносу музея в Смитфилд. Открытие музея в новом месте ожидается в 2020-м году.